# Typhlops lazelli
Typhlops lazelli là một loài rắn trong họ Typhlopidae. Loài này được Wallach & Pauwels mô tả khoa học đầu tiên năm 2004.